# Hapoel Arad FC
Hapoel Arad FC (hebrejsky: הפועל ערד) byl izraelský fotbalový klub sídlící ve městě Arad. Klub byl založen v roce 1965, zanikl v roce 2015.

## Umístění v jednotlivých sezonách
Legenda: Z – zápasy, V – výhry, R – remízy, P – porážky, VG – vstřelené góly, OG – obdržené góly, +/− – rozdíl skóre, B – body, červené podbarvení – sestup, zelené podbarvení – postup, světle fialové podbarvení – přesun do jiné soutěže
| Sezóny  | Liga                 | Úroveň | Z                                                          | V                                                          | R                                                          | P                                                          | VG                                                         | OG                                                         | +/−                                                        | B                                                          | Pozice |
| ------- | -------------------- | ------ | ---------------------------------------------------------- | ---------------------------------------------------------- | ---------------------------------------------------------- | ---------------------------------------------------------- | ---------------------------------------------------------- | ---------------------------------------------------------- | ---------------------------------------------------------- | ---------------------------------------------------------- | ------ |
| 1996/97 | Liga Gimel – sk. Jih | 5      | 22                                                         | 16                                                         | 3                                                          | 3                                                          | 55                                                         | 17                                                         | +38                                                        | 51                                                         | 2.     |
| ...     |                      |        |                                                            |                                                            |                                                            |                                                            |                                                            |                                                            |                                                            |                                                            |        |
| 1999/00 | Liga Gimel – sk. Jih | 6      | 22                                                         | 6                                                          | 3                                                          | 13                                                         | 30                                                         | 48                                                         | −18                                                        | 21                                                         | 9.     |
| ...     |                      |        |                                                            |                                                            |                                                            |                                                            |                                                            |                                                            |                                                            |                                                            |        |
| 2001/02 | Liga Bet – sk. Jih B | 5      | 30                                                         | 13                                                         | 9                                                          | 8                                                          | 43                                                         | 24                                                         | +19                                                        | 48                                                         | 4.     |
| 2002/03 | Liga Bet – sk. Jih B | 5      | 30                                                         | 21                                                         | 5                                                          | 4                                                          | 67                                                         | 14                                                         | +53                                                        | 68                                                         | 2.     |
| 2003/04 | Liga Bet – sk. Jih B | 5      | 30                                                         | 11                                                         | 7                                                          | 12                                                         | 39                                                         | 44                                                         | −5                                                         | 40                                                         | 8.     |
| 2004/05 | Liga Bet – sk. Jih B | 5      | 30                                                         | 22                                                         | 7                                                          | 1                                                          | 76                                                         | 14                                                         | +62                                                        | 73                                                         | 1.     |
| 2005/06 | Liga Alef – sk. Jih  | 4      | 26                                                         | 9                                                          | 7                                                          | 10                                                         | 31                                                         | 36                                                         | −5                                                         | 34                                                         | 6.     |
| 2006/07 | Liga Alef – sk. Jih  | 4      | 26                                                         | 6                                                          | 9                                                          | 11                                                         | 33                                                         | 44                                                         | −11                                                        | 27                                                         | 14.    |
| 2007/08 | Liga Bet – sk. Jih B | 5      | 30                                                         | 22                                                         | 6                                                          | 2                                                          | 66                                                         | 24                                                         | +42                                                        | 72                                                         | 2.     |
| 2008/09 | Liga Alef – sk. Jih  | 4      | 26                                                         | 9                                                          | 6                                                          | 11                                                         | 33                                                         | 35                                                         | −2                                                         | 33                                                         | 10.    |
| 2009/10 | Liga Alef – sk. Jih  | 3      | 30                                                         | 8                                                          | 9                                                          | 13                                                         | 35                                                         | 41                                                         | −6                                                         | 33                                                         | 12.    |
| 2010/11 | Liga Alef – sk. Jih  | 3      | 30                                                         | 8                                                          | 10                                                         | 12                                                         | 31                                                         | 43                                                         | −12                                                        | 34                                                         | 11.    |
| 2011/12 | Liga Alef – sk. Jih  | 3      | 28                                                         | 8                                                          | 9                                                          | 11                                                         | 31                                                         | 45                                                         | −14                                                        | 33                                                         | 13.    |
| 2012/13 | Liga Alef – sk. Jih  | 3      | 30                                                         | 6                                                          | 13                                                         | 11                                                         | 24                                                         | 34                                                         | −10                                                        | 31                                                         | 13.    |
| 2013/14 | Liga Bet – sk. Jih B | 4      | 30                                                         | 9                                                          | 4                                                          | 17                                                         | 35                                                         | 54                                                         | −19                                                        | 31                                                         | 13.    |
| 2014/15 | Liga Bet – sk. Jih B | 4      | Klub se odhlásil v průběhu sezóny, výsledky byly anulovány | Klub se odhlásil v průběhu sezóny, výsledky byly anulovány | Klub se odhlásil v průběhu sezóny, výsledky byly anulovány | Klub se odhlásil v průběhu sezóny, výsledky byly anulovány | Klub se odhlásil v průběhu sezóny, výsledky byly anulovány | Klub se odhlásil v průběhu sezóny, výsledky byly anulovány | Klub se odhlásil v průběhu sezóny, výsledky byly anulovány | Klub se odhlásil v průběhu sezóny, výsledky byly anulovány | 16.    |